# 博泰伊
博泰伊（法語：Beautheil，法語發音：[botɛj] ⓘ）是法国塞纳-马恩省的一个旧市镇，属于莫城区。2019年，博泰伊与市镇桑村合并为新市镇博泰伊-桑。

## 地理
博泰伊（48°45'48"N, 3°5'19"E）面积18.37 平方千米，位于法国法蘭西島大區塞纳-马恩省，该省份为法国北部内陆省份，北起瓦兹省，西接埃松省、马恩河谷省、塞纳-圣但尼省和瓦兹河谷省，南至卢瓦雷省，东南接约讷省，东临马恩省和奥布省，东北接埃纳省。
与博泰伊接壤的市镇（或旧市镇、城区）包括：桑村、布里地区沃杜瓦、阿米伊、布里地区沙伊、庫洛米耶。

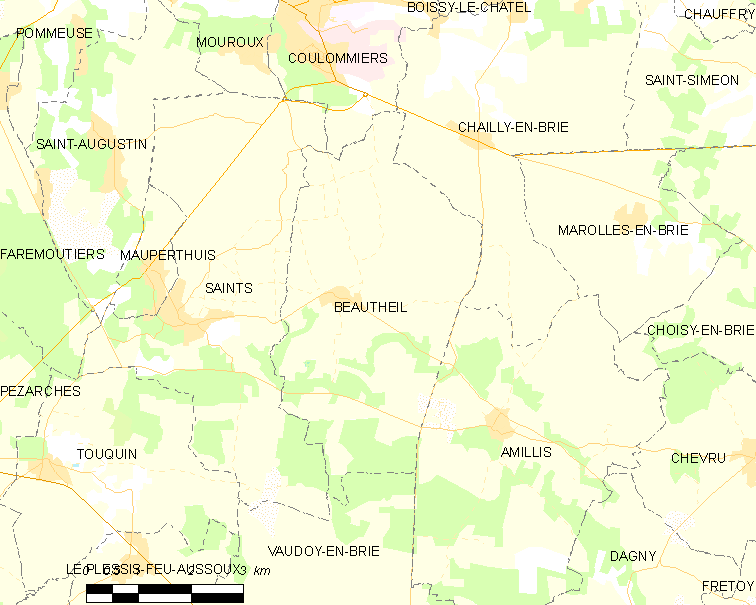
博泰伊的OSM定位图

博泰伊的时区为UTC+01:00、UTC+02:00（夏令时）。

## 行政
博泰伊的邮政编码为77120，INSEE市镇编码为77028。

## 政治
博泰伊所属的省级选区为库洛米耶县。

## 人口

1962-2008年间博泰伊人口变化图示

博泰伊于2018年1月1日时的人口数量为663人。